# ポール・エラリング
"プレシャス" ポール・エラリング（"Precious" Paul Ellering、1953年8月22日 - ）は、アメリカ合衆国の元プロレスラー、マネージャー。ミネソタ州メルローズ出身。
現役選手時代はスーパースター・ビリー・グラハム系の筋肉美を誇るヒールとして活躍。引退後はロード・ウォリアーズのマネージャーとなって名を馳せた。 
娘のレイチェル・エラリングもプロレスラー。

## 来歴
AWAのバーン・ガニアのもとでトレーニングを積み、1978年にプロレスラーとしてデビュー。ベビーフェイスのポジションで同タイプのジェシー・ベンチュラと抗争し、スティーブ・オルソノスキーと組んでベンチュラ&アドリアン・アドニスのイースト・ウエスト・コネクションが保持していたAWA世界タッグ王座にも挑戦した。
その後、ヒールに転向してテネシー州メンフィスのCWAに参戦。1980年3月11日にシーク・アリ・ハッサン（ジャック・クルーガー）と組んでビル・ロビンソン&ケン・ルーカスからAWA南部タッグ王座を、同年4月7日にはジミー・バリアントからAWA南部ヘビー級王座を奪取している。CWAではジミー・ハートをマネージャーに迎え、テネシーの帝王ジェリー・ローラーをはじめ、ビル・ダンディー、ソニー・キング、リッキー・モートン、トミー・リッチらと抗争を展開した。
当時の日本ではリッキー・スティムボートやポール・オーンドーフなどと共に「まだ見ぬ強豪」の一人として注目され、1981年に国際プロレスに初来日を果たす。5月4日に札幌中島スポーツセンターで行われた、当時病気療養中だったアニマル浜口の王座返上で空位となっていたIWA世界タッグ王座決定戦において、テリー・ラザンと組んでラッシャー木村&マイティ井上に勝利、第24代のチャンピオン・チームとなる。その後、5月13日に岩手県一関市にて井上&阿修羅・原を相手にタイトルを防衛、5月16日の後楽園ホールでの金網デスマッチで最終的には井上&原に王座を奪われるも、期待に違わぬ活躍を見せた。
1982年はビル・ワット主宰のMSWAにベビーフェイスとして出場。アイアン・シーク、キラー・カーン、リック・ハリス、ジ・アサシンなどと対戦した。1983年からは再びヒールとなってNWAジョージア地区に参戦。オーンドーフ、スタン・ハンセン、ティト・サンタナ、トム・プリチャード、ロニー・ガービンらと対戦する一方、そのマイクパフォーマンスのスキルをオレイ・アンダーソンに見込まれてプレイング・マネージャーに転身。バズ・ソイヤー、ジェイク・ロバーツ、アーン・アンダーソン、キングコング・バンディなどを配下に、悪の軍団「リージョン・オブ・ドゥーム（The Legion of Doom）」を組織する。同じくエディ・シャーキーを師に持つロード・ウォリアーズとも合体、後に「リージョン・オブ・ドゥーム＝LOD」のユニット名はウォリアーズの別名義となった。
内臓疾患のためフルタイムのレスラー活動から離れると、ウォリアーズの専任マネージャーとなって古巣のAWAと契約。1984年8月25日、ラスベガスでクラッシャー・リソワスキー&バロン・フォン・ラシクからAWA世界タッグ王座を奪取させる。以降もウォリアーズと共に全日本プロレス、NWA、WCW、WWFで活躍、1980年代を代表するタッグチームのマネージャーとして、プロレス史にその名を残した。すでに現役を退いていたものの、ホーク&アニマルのパートナーとなって試合に出場したこともある。1988年夏にNWAで開催されたグレート・アメリカン・バッシュ・ツアーでは、ダスティ・ローデス、スティング、レックス・ルガー、ニキタ・コロフ、スティーブ・ウィリアムスらとチームを組み、フォー・ホースメン（リック・フレアー、アーン・アンダーソン、タリー・ブランチャード、バリー・ウインダム、J・J・ディロン）とのウォー・ゲームにも参戦した。
1992年のウォリアーズ（LOD）解散後はプロレス業界から離れていたが、再結成後の1998年にLODと敵対する立場となってWWFに登場。バイカー軍団ディサイプルズ・オブ・アポカリプス（DOA）のマネージャーとなり、LODと抗争を繰り広げた。その後は犬ぞりレーサーとして活動。DOAのマネージャー時も、レース用のゴーグルをトレードマークとして装着していた（ロード・ウォリアーズのマネージャー時代はウォール・ストリート・ジャーナルを常に手にしていた）。

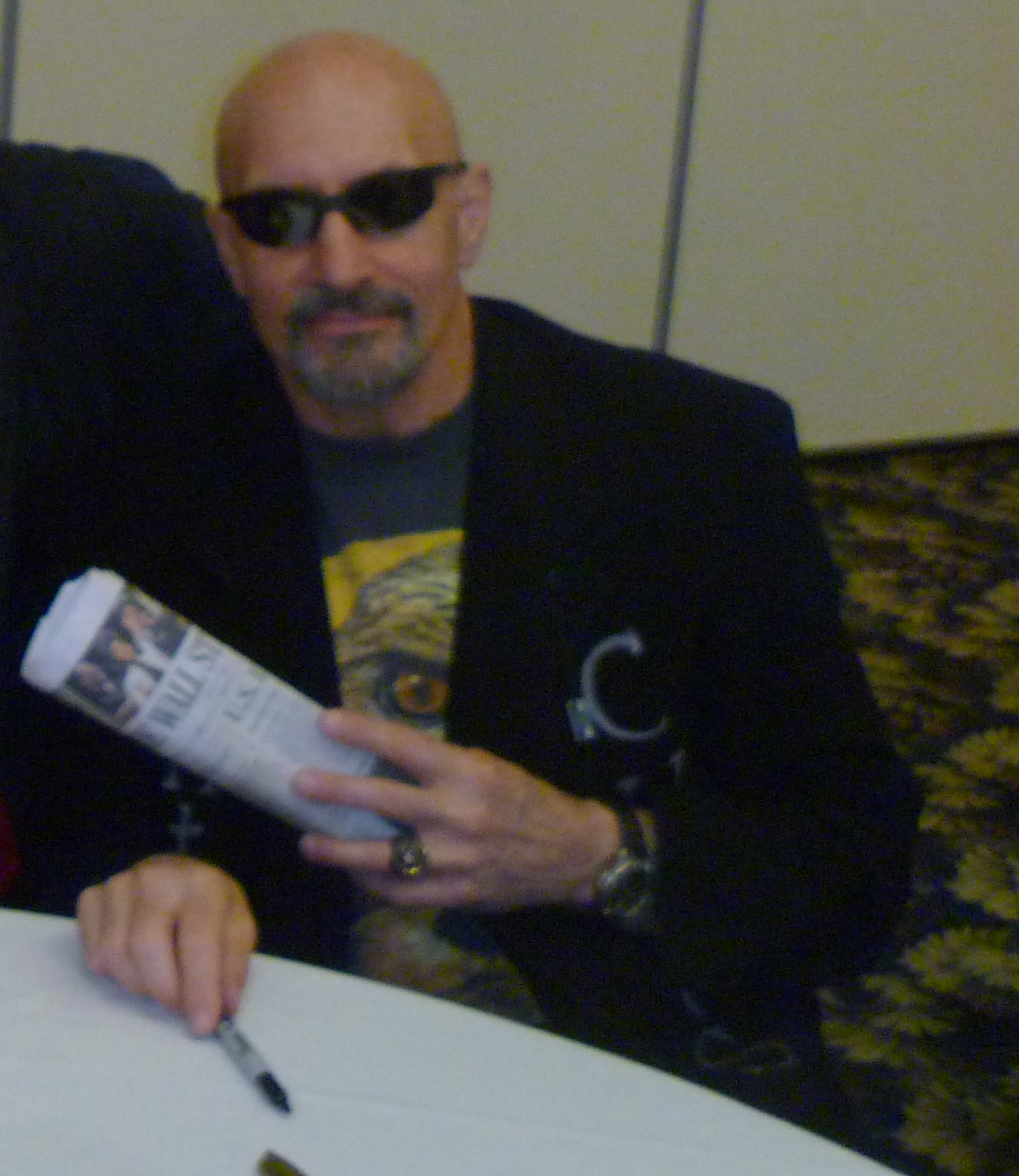
2011年

2011年4月2日、ジョージア州アトランタのフィリップス・アリーナにおいて、ロード・ウォリアーズのホーク&アニマルと共にWWE殿堂に迎えられた。
2016年6月8日、WWEの下部組織NXTの "NXT Takeover The End" にて、ザ・リバイバル（ダッシュ・ワイルダー&スコット・ドーソン）vsアメリカン・アルファ（チャド・ゲイブル&ジェイソン・ジョーダン）のNXTタッグ王座戦の試合後、アメリカン・アルファを襲撃したオーサーズ・オブ・ペイン（ギジム・セルマーニ&サニー・ディンサ）のマネージャーとして登場。2018年4月9日のRawにおけるヒース・スレイター&ライノ戦まで、彼らのマネージャーを務めた。

## 獲得タイトル
コンチネンタル・レスリング・アソシエーション
- AWA南部ヘビー級王座：1回[6]
- AWA南部タッグ王座：1回（w / シーク・アリ・ハッサン）[5]

インターナショナル・レスリング・エンタープライズ
- IWA世界タッグ王座：1回（w / テリー・ラザン）[10]

ワールド・レスリング・エンターテインメント
- WWE殿堂：2011年度（w / ロード・ウォリアーズ）[2]

## マネージャー担当選手
- ロード・ウォリアーズ（ホーク&アニマル）
- バズ・ソイヤー
- ジェイク・ロバーツ
- キングコング・バンディ
- アーン・アンダーソン
- ザ・スポイラー
- ルーク・グラハム
- キラー・ブルックス
- アイアン・シーク
- ジョー・ルダック
- アブドーラ・ザ・ブッチャー
- キラー・カール・クラップ
- テッド・デビアス
- マット・ボーン

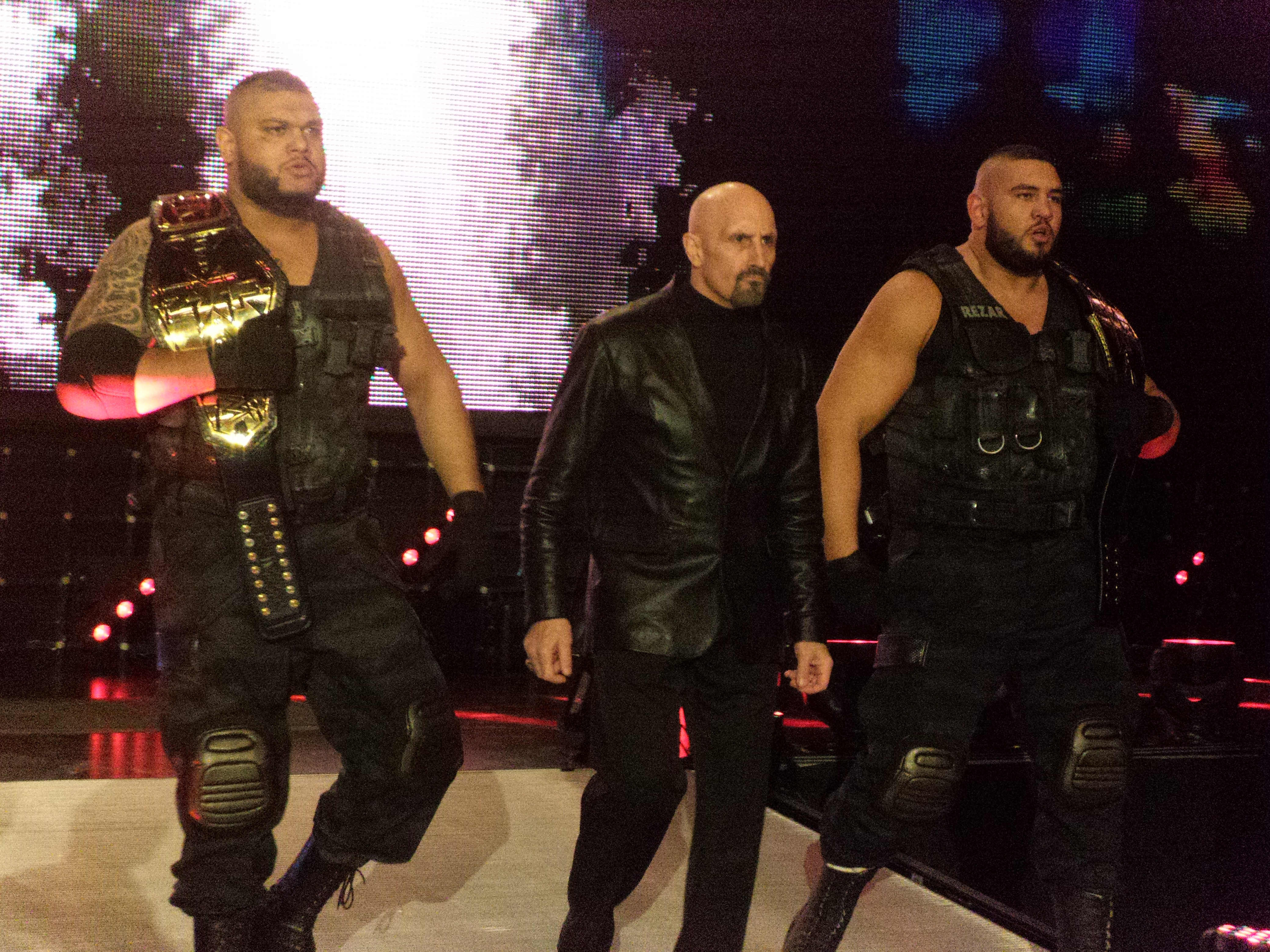
2016年6月よりWWE・NXTにてオーサーズ・オブ・ペインを担当

- ディサイプルズ・オブ・アポカリプス（8ボール&スカル）
- オーサーズ・オブ・ペイン（ギジム・セルマーニ&サニー・ディンサ）

マネージャーとしてのエラリングについてロード・ウォリアー・アニマルは「彼からは多くのことを教わった。基礎を教えてくれたのはエディ・シャーキーだったが、具体的なタッグの戦い方を教えてくれたのはポール・エラリングだ。彼は紙に四角いリングを書いて『ここにホークがいて、相手をロープに投げたらアニマルはこう動け』など、すべてわかりやすく図で説明してくれた。試合のフォーメーションも、1つ覚えたら『じゃあ次は2つ加えてみよう。それが出来たら3つだ』という具合に少しずつバリエーションを増やしていって、素人だった俺たちにプロレスの "いろは" を教えてくれたんだ」などと語っている。